# Jan De Leeuw
Jan De Leeuw (Aalst, 21 mei 1968) is een Vlaamse kinderboekenschrijver en psycholoog. Zijn debuutroman Vederland verscheen in 2004.

## Werken
- Vederland, 2004
- Het Nachtland, 2005
- Midzomernachtzee, 2006
- Rode sneeuw, 2007
- Bevroren Kamers, 2009
- Vijftien wilde zomers, 2012
- Babel, 2015
- De Kleine Koning 2018
- Mahmood en de Bende van de Tijger 2021
- Mahmood en de Gouden Honden 2023

## Bekroningen en nominaties
- Boekenwelp voor Vederland
- De Gouden Uil Jeugdliteratuur Prijs van de Jonge Lezer voor Het Nachtland
- Genomineerd - Jonge Jury Nederland: Midzomernachtzee
- Genomineerd - Deutscher JugendlLiteraturpreis voor Bevroren Kamers (Schrödinger, Dr. Linda und eine Leiche im Kühlhaus)
- Genomineerd - Deutscher Jugendliteraturpreis voor Vijftien Wilde Zomers (Eisvogelsommer)
- 2016: Luchs des Monats (Die Zeit) voor Vijftien wilde zomers
- Genomineerd - De Kinderleesjury Vlaanderen: Mahmood en de bende van de tijger